# 備後西城站
備後西城站（日语：／ Bingo-Saijō eki */?）是位於廣島縣庄原市西城町大佐722番3號，西日本旅客鐵道（JR西日本）的藝備線車站。
此站曾經是急行列車停車站。

## 歷史
- 1934年（昭和9年）3月15日 - 國有鐵道庄原線 此站至備後庄原站之間開通，此站啟用。
  - 當時車站地址為廣島縣比婆郡西城町（日语：西城町）大佐。
- 1935年（昭和10年）12月20日 - 庄原線 備後落合站至此站之間開通。
- 1936年（昭和11年）10月10日 - 庄原線編入至三神線，備中神代站至備後十日市站（現時：三次站）之間為三神線。此站成為三神線車站。
- 1937年（昭和12年）7月1日 - 隨著藝備鐵道（日语：芸備鉄道）國有化，備中神代站至廣島站之間成為藝備線。此站成為藝備線車站。
- 1942年（昭和17年）2月11日 - 隨著西城町（第二次）成立，車站地址變為廣島縣比婆郡西城町大佐。
- 1954年（昭和29年）3月31日 - 隨著西城町（第三次）成立，車站地址變為廣島縣比婆郡西城町大佐。
- 1985年（昭和60年）12月1日 - 成為無人車站（簡易委託）。
- 1987年（昭和62年）4月1日 - 伴隨國鐵分割民營化，車站由西日本旅客鐵道（JR西日本）營運。
- 2002年（平成14年）
  - 3月23日 - 藝備線急行列車三次進行整合。該列車在三次站至備後落合站之間變為普通列車。
  - 秋 - 為了師生課後活動後回家對策，來往備後庄原站的班次在上學日延長至此站。
- 2005年（平成17年）3月31日 - 隨著庄原市（第二次）成立，車站地址變為廣島縣庄原市西城町大佐。
- 2006年（平成18年）
  - 7月18日 - 發生大雨，備後落合站至比婆山站之間有大規模山泥傾瀉，藝備線此站至備後落合站之間不能通行。
  - 7月20日 - 隨著藝備線部分路段不能通行，開設代行巴士。
- 2007年（平成19年）
  - 4月1日 - 藝備線修復工程完成，全線重開。
  - 7月1日 - 藝備線的急行列車全部廢止。
- 2012年（平成24年）3月17日 - 於此站折返的列車全部廢止。

## 車站構造

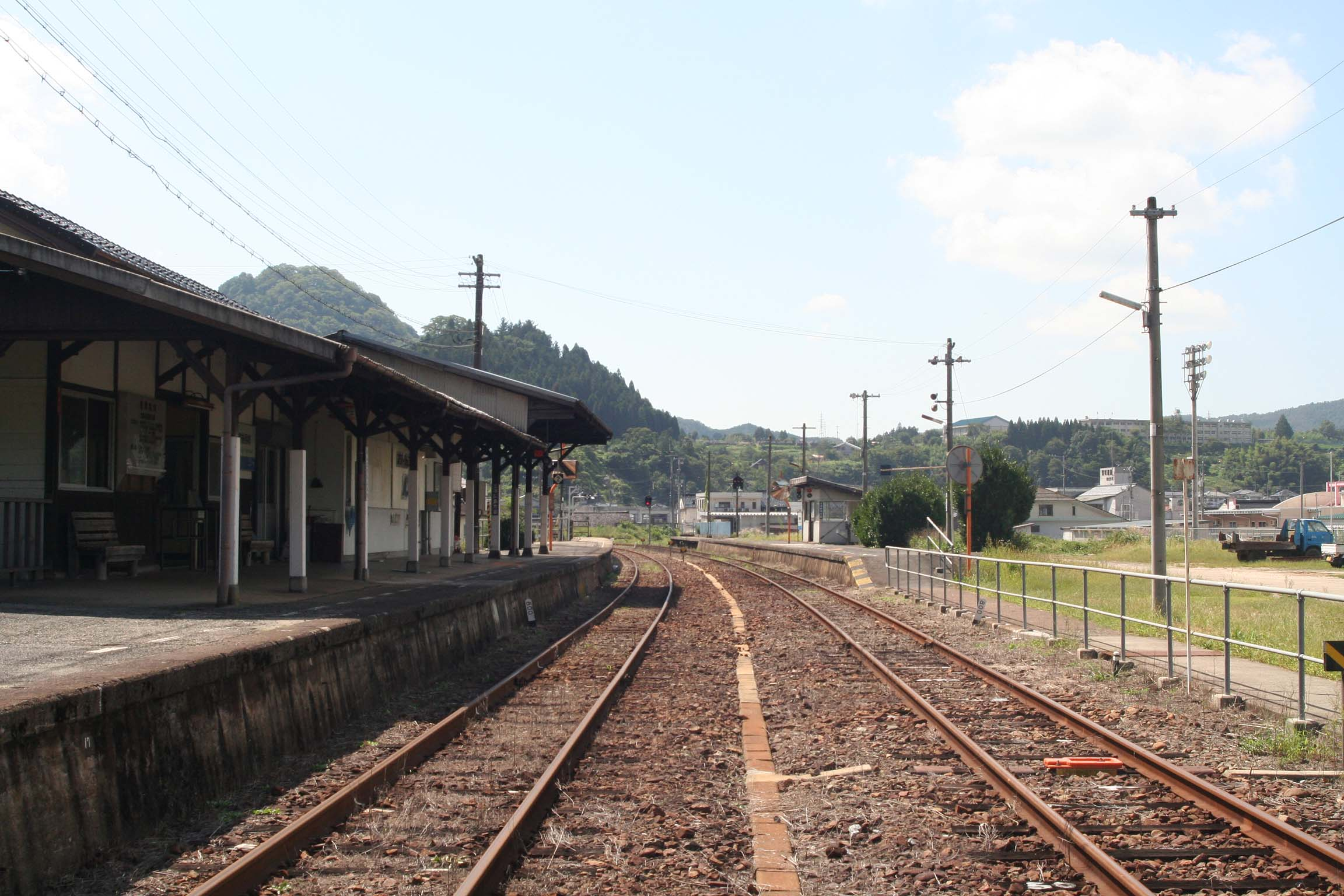
站內（2007年9月26日）

車站是一座地面車站，設有2面2線的相對式月台，可進行列車交會。車站大樓位於三次方向月台側，兩月台之間設有站內平交道連接。
此站是由三次鐵道部管理的無人車站。此站沒有POS終端等設備，只有流動售票機售賣車票。在早上和黃昏以降為沒有車站職員當值。此站設有廁所。

### 月台
| 月台 | 路線   | 上下行 | 方向           |
| ---- | ------ | ------ | -------------- |
| 1    | 藝備線 | 下行   | 三次、廣島方向 |
| 2    | 藝備線 | 上行   | 備後落合方向   |

截至2016年3月，在月台上設有月台號碼牌。另外，在列車運輸指令上，2號月台為「1號線」，與乘客資訊掉轉。

## 使用狀況
以下為近年1日平均乘車人次列表。
| 年度               | 1日平均 乘車人次 | 參考資料    |
| ------------------ | ---------------- | ----------- |
| 1981年（昭和56年） | 159              |             |
|                    |                  |             |
| 1996年（平成08年） | 138              | [ 1 ]       |
| 1997年（平成09年） | 112              | [ 1 ]       |
| 1998年（平成10年） | 108              | [ 1 ]       |
| 1999年（平成11年） | 100              | [ 1 ]       |
| 2000年（平成12年） | 98               | [ 1 ]       |
| 2001年（平成13年） | 90               | [ 1 ]       |
| 2002年（平成14年） | 72               | [ 1 ]       |
| 2003年（平成15年） | 56               | [ 1 ]       |
| 2004年（平成16年） | 57               | [ 1 ]       |
| 2005年（平成17年） | 56               | [ 1 ]       |
| 2006年（平成18年） | 64               | [ 1 ]       |
| 2007年（平成19年） |                  |             |
| 2008年（平成20年） |                  |             |
| 2009年（平成21年） |                  |             |
| 2010年（平成22年） |                  |             |
| 2011年（平成23年） | 50               | [ 2 ]       |
| 2012年（平成24年） | 35               | [ 2 ]       |
| 2013年（平成25年） | 38               | [ 2 ]       |
| 2014年（平成26年） | 32               | [ 2 ] [ 3 ] |
| 2015年（平成27年） | 42               | [ 2 ]       |
| 2016年（平成28年） | 47               | [ 2 ]       |
| 2017年（平成29年） | 44               | [ 2 ]       |
| 2018年（平成30年） | 34               |             |

## 車站周邊
- 庄原市西城分所
- 庄原市立西城小學
- 庄原市立西城中學
- 廣島縣立西城紫水高等學校（日语：広島県立西城紫水高等学校）
- 庄原市立西城市民醫院
- 國道183號（日语：国道183号）
- 廣島縣道233號備後西城停車場線（日语：広島県道233号備後西城停車場線）

## 相鄰車站
西日本旅客鐵道（JR西日本）
 藝備線
比婆山－備後西城－平子

## 注腳
1. 1 2 3 4 5 6 7 8 9 10 11   (PDF), 庄原市, 2008年10月  [2020年11月30日], （原始内容存档 (PDF)于2016年10月12日） （日语）
2. 1 2 3 4 5 6 7  國土數値情報 不同站的上下車人次數據
3. ↑   (PDF). 庄原市. 2016年3月  [2017-09-06]. （原始内容存档 (PDF)于2017-09-06） （日语）.

## 外部連結
- 備後西城｜車站資訊：JR出門網 - 西日本旅客鐵道（日語）